# 张向武
张向武，北卡罗来纳州立大学威尔逊纺织学院副院长，终身教授，塞缪尔·S·沃克杰出教授，校友会杰出教授，特聘杰出学者。

## 研究方向
纳米纤维，纺织材料，复合材料，能量储存和转换。具体涉及以下几个方面：
1. 锂离子电池
2. 钠离子电池
3. 锂硫电池
4. 燃料电池
5. 超级电容器
6. 化学和生物保护

## 生平
1975年出生于中国浙江绍兴。1997年本科毕业于浙江大学高分子材料与工程学系，2001年获得浙江大学材料科学与工程学博士学位。曾在美国德克萨斯州农工(A&M)大学电化学系统和氢能研究中心（2001-2002）和北卡罗莱纳州立大学化学和生物分子工程学系（2002-2006）从事博士后研究工作。

## 学术活动
在国际期刊上发表300多篇科研论文，并出版两部专著。在多个国际会议或全国会议担任会议主席，并发表了300多个学术报告。
担任多个国际学术期刊的副主编或编委，如：先进纤维材料（Advanced Fiber Materials），纺织研究杂志（Journal of Textile Research），纤维（Fibers），纳米粒子进展（Advances in Nanoparticles），工程（Engineering），纺织工程和时尚技术杂志（Journal of Textile Engineering & FashionTechnology），膜分离技术杂志（Journal of Membrane and Separation Technology），能量储存和转换杂志（Journal of Energy Storage and Conversion），纺织和轻工业科学与技术（Textiles and Light Industrial Science and Technology），纺织科学与工程杂志（Journal of Textile Science and Engineering），国际纳米科学杂志（International Journal of Nano Science），纳米工程和纳米技术（Nano Engineering and Nanotechnology），膜科学与技术杂志（Journal of Membrane Science & Technology），和国际物理化学杂志（Global Journal of Physical Chemistry）。
参加多个机构的科研项目评审工作，如：美国能源部，美国国防部，美国国务院，美国国家科学基金会，美国橡树岭国家试验室，美国路易斯安那州评议委员会，美国民用研究和开发基金会，捷克科学基金会，格鲁吉亚国家科学基金会，以色列科学基金会，乌克兰教育和科学部，加拿大自然科学和工程研究理事会，荷兰科学研究组织，卡塔尔国家研究基金，罗马尼亚国家教育部，罗马尼亚国家发展与创新理事会，和鲁斯塔韦利基金会。
担任纤维学会(The Fiber Society)管理委员会(Giverning Council)委员及Sigma XI学会NCSU分会主席。矿物，金属与材料学会（The Minerals, Metals & Materials Society）会员，美国纺织化学家和染色家协会（American Association of Textile Chemists and Colorists）会员，纤维学会(The Fiber Society)会员，美国机械工程师学会（American Society of Mechanical Engineers）会员，美国化学协会（American Chemical Society）会员，材料研究学会（Materials Research Society）会员，和电化学学会（The Electrochemical Society）会员。

## 社会活动
担任北卡罗来纳州浙江大学校友会会长，北卡罗来纳州立大学孔子学院（Confucius Institute at North Carolina State University）学术委员会委员，北卡罗来纳州日本中心（North Carolina Japan Center）学术委员会委员。

## 荣誉
- 被ScholarGPS评选为首届“高度排名学者”（终身排名：碳纳米纤维领域全球第3名，纳米纤维领域全球第6名）
- 在全球纺织工程领域最具影响力的科学家中排名第3（Elsevier Data Repository）
- 2021最佳先进材料技术奖（Wiley-VCH）
- 2019获塞缪尔·S·沃克杰出教授称号。
- 2015获纤维学会杰出成就奖。
- 2015获公开创新奖。
- 2012获北卡罗来纳州立大学特聘杰出学者（University Faculty Scholar）称号。
- 2013年获北卡罗来纳州立大学校友会杰出科研奖（Alumni Association Outstanding Research Award），北卡罗来纳州立大学杰出教师奖（NC State University Outstanding Teacher Award），纺织学院杰出教师奖（College of Textile’s Outstanding Teacher）。同年当选北卡罗来纳州杰出教师学会（NC State Academy of Outstanding Teachers）终身会员。